# Tonopah Main Post Office
La Tonopah Main Post Office est un bureau de poste situé dans le centre-ville de Tonopah, dans le Nevada, aux États-Unis. Il est inscrit au Registre national des lieux historiques depuis le 28 février 1990.